# 格罗德诺隔都
格罗德诺隔都（波蘭語：getto w Grodnie，希伯來語：‎）是納粹德國1941年11月在格罗德诺市建立的隔都，目的是在白俄罗斯西部迫害和剥削犹太人。 
隔都由纳粹德国党卫队运行，分成两个相互关联的部分组成，彼此相隔约2公里。一号隔都建在旧城区中的犹太教堂（Shulhoif）周围，约有15,000名犹太人挤进不到半平方公里的区域。二号隔都在斯沃布德卡（Słobódka）郊区建立，约有10,000名犹太人被监禁。二号隔都比主要的隔都大，但毁坏得更为糟糕。隔都一分为二的原因在于城市内犹太人的集中情况，以及减少将他们从一个地方转移到另一个地方的必要。然而，由于隔都严重缺乏卫生条件，供水和电力，犹太人的处境大大恶化。分隔开来的隔都使德国人在后来的行动中能够更轻松地消灭犹太人人口。较大的隔都在1943年被清场，距离隔都建立仅有一年半；而较小的一个在几个月前已被清理。

## 背景
1939年德苏入侵波兰之前，格罗德诺是波兰东部的比亚韦斯托克省的一部分。依据德国和苏联之间的莫洛托夫-里宾特洛甫条约，苏联于1939年在恐怖气氛中吞并该地区，将其纳入白俄罗斯苏维埃社会主义共和国。随着德国发动巴巴罗萨行动入侵苏联占领区，格罗德诺于1941年被德国吞并到东普鲁士的比亚韦斯托克区。

## 建立和组织

### 一号隔都

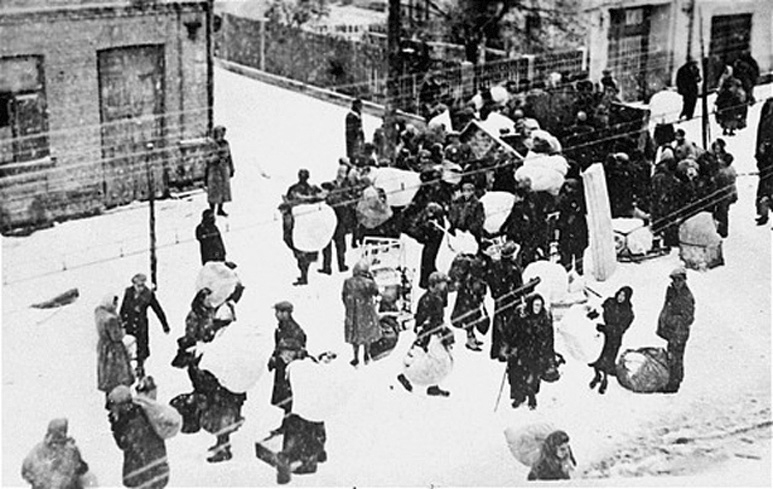
1941年11月，犹太人被强制搬迁到格罗德诺一号隔都

德国占领格罗德诺十二天后，新政府实施了一系列限制和禁令。所有犹太人都被命令登记，并将“Jude”（德语“犹太人”）一词加盖到他们的身份证上。他们被禁止在人行道上行走，只允许在路上排成一列走。自1941年6月30日起，所有犹太人都必须佩戴识别徽章。
一号隔都位于市中心，靠近城堡和犹太教堂。在隔都建立之前，犹太人已经集中在那个地区；但隔都建立后，他们的居住空间大大减少了。居住在该地附近的全部15,000名犹太人被迫进入面积不到半平方公里的区域。隔都的一边是Wilenska街，另一边是Zamkowa街（此时改名为Burg大街）。隔都被2米高的围栏包围。隔都的入口位于Zamkowa街的人行道和主路之间。Zamkowa街上的一些房屋被拆除了。隔都的总面积随着时间的推移而缩小；隔都内的犹太人被运往Kiełbasin的中转营，随后到达特雷布林卡灭绝营。最终关闭之前的一号隔都仅仅包括Zamkowa街上的几栋建筑。

### 二号隔都
二号隔都建于斯沃布德卡郊区的铁路轨道后面，毗邻市场广场附近的旧军营。这个社区不发达，房屋较少，空地很多。大约有1万名犹太人被赶进这个隔都。二号隔都的规模比一号更大，但更为破旧。他们在没有使用车辆的情况下仅获得了六个小时的时间搬入，导致近乎恐慌的反应，成千上万的犹太人涌入大门。隔都由围栏包围，围栏沿着Skidel街一路延伸。隔都的入口在Artyleryjska街上（当时更名为Kremer大街）。 
在两个隔都中的面包店都引入了配给卡。犹太人每天被允许以代币购买约200克的面包。犹太人委员会获准经营一家肉店，不时提供马肉。马铃薯是从大犹太会堂的地窖里分发出来的。两个隔都都有公共厨房，每天提供3000餐，没有肉或脂肪，有一块面包（50-100克）。一个单独的锅用于烹制洁食。

## 驱逐
1942年11月2日，纳粹在格罗德诺实施了大规模处决。同一天，两个隔都都从外部被封锁。两周后的1942年11月15日，第一次驱逐行动在二号隔都展开。大约4,000名犹太商人被转移到一号隔都，剩下的所有囚犯都被带到Kiełbasin的中转营（Sammellager），随后登上前往奥斯威辛-比克瑙的大屠杀列车。随后开展的隔都清场工作是在秩序警察和盖世太保、安全警察、刑事警察和护卫警察所有可用人手的参与下进行的，还得到了白俄罗斯辅助警察部队的援助。第一批驱逐列车于11月18日抵达比克瑙。一些犹太人在死前被迫签发德语明信片，上面写着“待得好，我们在工作，一切都很好”。
| 到达日期 | 人数  | 选做劳工                  | 灭绝 |
| --- | ----- | ------------------------- | ---- |
| 1943年1月20日 | 2000  | 256（男155人，女101人）   | 1744 |
| 1943年1月21日 | 2000  | 297（男175人，女122人）   | 1003 |
| 1943年1月22日 | 3650  | 594（男365人，女229人）   | 3056 |
| 1943年1月23日 | 2000  | 426（男235人，女191人）   | 1574 |
| 1943年1月24日 | 2000  | 226（男166人，女60人）    | 1774 |
| 总 | 11650 | 1799（男1096人，女703人） | 9851 |
| 资料来源：Danuta Czech, Kalendarium der Ereignisse im Konzentrationslager Auschwitz-Birkenau, Rowohlt, 1989, pp. 336–337, 348, 354. |       |                           |      |

接下来的从一号隔都到到Kiełbasin中转营（相距5公里）的驱逐行动始于1942年11月底。当时，一号隔都有22,000-28,000名来自22个城市和乡镇的犹太人。在Kiełbasin（现在的Kolbasino），犹太人同样被装上没有窗户的货车，送往奥斯威辛和特雷布林卡。1943年3月初，隔都的剩余犹太人被送往82公里外的比亚韦斯托克隔都。1943年3月13日的公告中，格罗德诺被公开宣布为完成了无犹太化。在比亚韦斯托克隔都起义在该地区被扑灭之后到直到1943年11月，来自Kiełbasin的囚犯要么被屠杀，要么被送往马伊达内克和特雷布林卡灭绝。1944年7月14日，红军解放格罗德诺。

### 救援行动
1943年3月，迈尔·特拉赫腾伯格（Meir Trachtenberg）与他的妻子和儿子越过隔都边界，走了20公里到达杜科夫什齐兹纳，在那里他们得到波兰义人安娜（Anna）和斯坦尼斯瓦夫·科什维斯基（Stanisław Krzywicki）的救助，全家幸免于难。波兰义人克里斯汀娜·西温丝卡（Krystyna Cywińska）和两个孩子居住在格罗德诺，于1943年因拯救犹太人而被杀害。在她家中的一名犹太女孩贝拉·伊林（Bella Ilin）与克里斯汀娜的女儿达努塔一起回到隔都，试图拯救贝拉的母亲和兄弟。克里斯汀娜随即被捕；贝拉和达努塔没能成功，但活了下来。此后不久，达努塔又救出了其他五名犹太人。波兰医生安东尼·多哈（Antoni Docha）收到了战前的同事海姆·布鲁姆斯坦（Chaim Blumstein）大夫的求助，希望能让他和他的家人逃跑。多哈贿赂了一辆德国大卡车的波兰司机，并与他一起前往隔都。他们把十几个犹太人放在毯子和防水布下，其中包括布鲁姆斯坦和布莱德（Broide）家族。卡车成功地通过了几个德国检查站，但司机最后崩溃了，让多哈和其他人离开卡车。一行人徒步到达多哈在Indura的房子。随着时间的推移，安东尼·过哈和他的妻子贾尼娜（Janina）一道接纳了更多的犹太人。他们全部活到了战后，许多人在战争后仍保持联系。

## 战后
第二次世界大战后，同盟国根据1945年雅尔塔会议上的决定重新划定波兰边界。格罗德诺被纳入了苏联的白俄罗斯苏维埃社会主义共和国。到了1946年底，格罗德诺剩余的波兰人口被驱逐，并重新安置在波兰的国界内。犹太人社区从未恢复。据《犹太百科全书》称：“在20世纪50年代中期，犹太人的公墓被犁翻开了。 墓碑被带走并用于建造一座列宁纪念碑。”1991年12月31日，苏联正式解体。从那时起，格罗德诺一直是白俄罗斯治下格罗德诺州的地区中心之一。

## 注解
1. 1 2 3 4 5 6 7  Noah Archer & Chris Webb. . H.E.A.R.T. 2007  [2019-04-11]. （原始内容存档于2021-01-25）.
2. ↑  Wegner, Bernd. . Providence: Berghahn Books. 1997: 74  [2019-04-11]. ISBN 1571818820. OCLC 35084637. （原始内容存档于2021-03-15）.
3. ↑  .   [2019-04-12]. （原始内容存档于2010-05-29） （波兰语）.
4. ↑  Encyklopedia PWN. . Przywracanie Pamięci. Polscy Sprawiedliwi. 2015  [18 March 2015]. （原始内容存档于2016-04-15） （波兰语）.
5. ↑  . sztetl.org.pl.   [2019-04-11]. （原始内容存档于2019-12-30）.
6. ↑  Yad Vashem Photo Archives 1366/193, Holocaust History: Ghetto in Grodno, Poland. End of November 1942 – January 1943.
7. 1 2 3 4  . The German Occupation - 4. Lost Jewish Worlds. 2016  [2019-04-11]. （原始内容存档于2014-05-13）.
8. ↑  Andrea Simon. . Univ. Press of Mississippi. 2002: 228  [2019-04-11]. ISBN 1578064813. （原始内容存档于2020-08-02）.
9. ↑  Donald M. McKale. . Taylor Trade Publishing. 2006: 253. ISBN 1461635470.
10. 1 2  Geni.com. . Geni family tree project. 2017  [2019-04-11]. （原始内容存档于2020-08-01）.
11. ↑  统计数据基于波蘭猶太人歷史博物館Virtual Shtetl的波兰犹太镇统计资料（. （原始内容存档于2016-02-08） （英语）.）、Gedeon的资料（. www.izrael.badacz.org.   [2019-04-11]. （原始内容存档于2012-11-22） （波兰语）.）、以及Michael Peters 的隔都列表（. www.deathcamps.org.   [2019-04-11]. （原始内容存档于2014-12-14） （英语）.）。
12. ↑  Sprawiedliwi. . Tytuł przyznany: Anna Krzywicka and Stanisław Krzywicki. Sprawiedliwi.org. 2015  [18 March 2015]. （原始内容存档于2016-07-29）.
13. ↑  Sprawiedliwi. . Tytuł przyznany: Krystyna Cywińska and Danuta Jurkowska nee Cywińska. Sprawiedliwi.org. 2015  [18 March 2015]. （原始内容存档于2016-06-13）.
14. ↑  Sprawiedliwi. . Tytuł przyznany: Janina Docha nee Bartoszewicz and Antoni Docha. Sprawiedliwi.org. 2015  [18 March 2015]. （原始内容存档于2016-06-13）.
15. ↑  Encyclopedia Judaica. . The Gale Group. 2008  [2019-04-11]. （原始内容存档于2020-08-01）.
16. 1 2  . （原始内容存档于2016-06-05）.
17. 1 2  Simon Berthon, Joanna Potts. . Da Capo Press. 2007: 285. ISBN 0306816504.

## 拓展阅读
- Chabad Center - The Jewish Community of Grodno, 2007 （页面存档备份，存于）
- Weiner, Rebecca. Virtual Jewish History Tour （页面存档备份，存于）
- Dr. Mordecai Paldiel,  (PDF).   [2019-04-11]. （原始内容存档 (PDF)于2011-06-05）. (83.7 KB) Yad Vashem, The Holocaust Martyrs' and Heroes' Remembrance Authority.